# Futhi Ntshingila
Futhi Ntshingila, née à Pietermaritzburg en 1974, est un écrivaine sud-africaine.

## Biographie
Née en 1974 à Pietermaritzburg, dans le Kwazulu-Natal, issue d'une famille d'origine zoulou, Futhi Ntshingila effectue des études en journalisme à l'université Rhodes,,. Elle poursuit ensuite des études supérieures  à l'université du KwaZulu-Natal.
Elle travaille pour le journal The Sunday Times à Johannesbourg pendant  5 ans. Puis elle quitte le journalisme pour travailler au bureau du président à Pretoria. Dans ses livres, elle cherche, avec une  grande acuité sociale, à préserver la mémoire des femmes sud-africaines,. Dans son roman, Enrage contre la mort de la lumière, elle décrit un bidonville décimé par le sida. Dans un autre roman, Alors toi aussi, le héros principal est un ancien officier de police, ayant exercé sous l'apartheid et hanté par ses crimes, fils d’un fermier boer, devenu le formateur d'une nouvelle génération de policiers noirs, et qui est passé entre les mailles du filet de la Commission de la Vérité et de la réconciliation, un thème qui lui permet de sonder les mensonges de d’histoire de son pays et de se livrer à une réflexion sur la vérité.

## Principales publications
- 2008 : Shameless
- 2014 : Do not go gentle
- 2021 : They Got To You Too

## Traduction en français
- 2021 : Enrage contre la mort de la lumière, [Do not go gentle], traduit de l’anglais (Afrique du Sud) par Estelle Flory, Éditions Belleville.
- 2024 : Alors toi aussi, [They Got To You Too], traduit de l’anglais (Afrique du Sud) par Estelle Flory, Tropismes